# Club Bàsquet Gavà
El Club Bàsquet Gavà (CB Gavà) és un equip de bàsquet del municipi de Gavà, fundat el 1972. Disputa els seus partits a les instal·lacions de Can Tintoré. La temporada 1981-82 va classificar-se primer del seu grup de primera catalana, on hi competeix actualment, mentre que l'equip femení competeix a segona catalana. En l'àmbit social, l'entitat està vinculada amb l'ONG Accede, que fomenta la construcció d'instal·lacions esportives a Etiopia així com la formació i pràctica del bàsquet.

## Palmarès
- 1 Campionat de Primera Catalana de bàsquet: 1981-82